# هاري جود
هاري جود (بالإنجليزية: Harry Judd)‏ هو طبال بريطاني، ولد في 23 ديسمبر 1985 في تشيلمسفورد في المملكة المتحدة.

## وصلات خارجية
- الموقع الرسمي
- هاري جود على موقع IMDb (الإنجليزية)
- هاري جود على موقع ميوزك برينز (الإنجليزية)
- هاري جود على موقع ديسكوغز (الإنجليزية)
- هاري جود على موقع قاعدة بيانات الفيلم (الإنجليزية)